# Adamov u Tupadel
Adamov (deutsch Admannsdorf, älter Adamsdorf) ist eine Gemeinde in Tschechien. Sie liegt in 306 m ü. M. sieben Kilometer südlich von Čáslav am linken Ufer der Čáslavka und gehört dem Okres Kutná Hora an.

## Geographie
Adamov befindet sich 8,4 Kilometer von Kutná Hora entfernt, bis Prag sind es rund 55 Kilometer. Adamov grenzt an Schořov im Westen, an Tupadly im Nordwesten, an Potěhy im Nordosten, an Bratčice u Čáslavi im Osten, an Vlkaneč im Süden und an Zbýšov v Čechách im Südwesten. In Adamov befindet sich eine Bushaltestelle. Bis auf den Ortskern ist das Gemeindegebiet fast vollständig bewaldet.

## Geschichte
Admannsdorf entstand im Jahre 1784 auf den Fluren von Bratschitz, zu dem es als Ortsteil gehörte. Ursprünglich hieß das Dorf Adamsdorf. Es wurde 1784 vom Fürsten Johann Adam von Auersperg neu angelegt und ihm zu Ehren so benannt. Zusammen mit Bratčice wurde der Ort 1960 nach Potěhy eingemeindet. Als Ergebnis eines Referendums ist Adamov seit 1990 eine selbständige Gemeinde.

## Ortsteile
- Adamov

## Bevölkerungsentwicklung
| Jahr      | 1869 | 1880 | 1890 | 1900 | 1910 | 1921 | 1930 | 1950 | 1961 | 1970 | 1980 | 1991 | 2001 | 2011 | 2021 |
| --------- | ---- | ---- | ---- | ---- | ---- | ---- | ---- | ---- | ---- | ---- | ---- | ---- | ---- | ---- | ---- |
| Einwohner | 464  | 471  | 463  | 457  | 404  | 375  | 301  | 231  | 226  | 198  | 152  | 122  | 113  | 112  | 131  |